# Xenanthura sinaica
Xenanthura sinaica är en kräftdjursart som beskrevs av Johann-Wolfgang Wägele 1981. Xenanthura sinaica ingår i släktet Xenanthura och familjen Hyssuridae.
Artens utbredningsområde är Röda havet. Inga underarter finns listade i Catalogue of Life.